# La Dernière Guerre de l'Apocalypse
Pour plus de détails, voir Fiche technique et Distribution.
La Dernière Guerre de l'Apocalypse (世界大戦争, Sekai daisensō) est un film japonais réalisé par Shūe Matsubayashi, sorti en 1961.

## Synopsis
Une nouvelle guerre mondiale nucléaire menace de dévaster la planète. Le Japon est en ligne de mire.

## Fiche technique
- Titre : La Dernière Guerre de l'Apocalypse
- Titre original : 世界大戦争 (Sekai daisensō)
- Titre anglais : The Last War
- Réalisation : Shūe Matsubayashi
- Scénario : Takeshi Kimura et Toshio Yasumi
- Production : Sanezumi Fujimoto et Tomoyuki Tanaka
- Musique : Ikuma Dan
- Photographie : Rokuro Nishigaki
- Montage : Koichi Iwashita
- Pays d'origine :  Japon
- Langue : japonais
- Format : Couleurs - 2,35:1 - Mono - 35 mm
- Genre : Drame et science-fiction
- Durée : 110 minutes (79 minutes dans la version américaine et la version française)
- Date de sortie : 10 août 1961 (Japon)

## Distribution
- Akira Takarada : Takano
- Frankie Sakai
- Yuriko Hoshi
- Nobuko Otowa
- Yumi Shirakawa
- Chieko Nakakita
- Shinpei Tsuchiya
- Eijirō Tōno
- Sō Yamamura
- Ken Uehara
- Koji Uno
- Harold Conway
- Toshiko Nakano
- Minoru Takada
- Nadao Kirino

## Autour du film
- Les scènes de destruction créées par Eiji Tsuburaya dans le film furent réutilisées par la compagnie Tōhō dans ses productions pendant une quinzaine d'années.